# Абэ, Масаси
Масаси Абэ (яп. 阿部 雅司 Абэ Масаси, род. 13 августа 1965 года, Обира) — бывший японский двоеборец, олимпийский чемпион, двукратный чемпион мира.

## Карьера
В Кубке мира по лыжному двоеборью Масаси Абэ дебютировал 2 марта 1985 года на этапе в Лахти, где занял 29-е место и не набрал кубковых очков (в то время очки получали только десять лучших спортсменов). Лишь спустя два года после кубкового дебюта японский двоеборец набрал первые очки, став в конце февраля 1987 года седьмым в лахтинской гонке по системе Гундерсена. Неделю спустя в Фалуне показал шестой результат и занял в общем зачёте Кубка мира 20-е место. В том же году дебютировал на чемпионатах мира, выступил только в эстафете, где занял девятое место.
В 1988 году принял участие в Олимпийских играх в Калгари. В личном первенстве Абэ показал только 31-й результат с пятиминутным отставанием от победителя, а в командном турнире японцы вновь показали девятое время. 
Переломным в карьере японца стал сезон 1990/91. В эстафете на чемпионате мира в Италии он в составе национальной команды стал бронзовым призёром. В личном турнире Абэ также боролся за медаль, но после третьего места в прыжках по итогам лыжной гонки откатился на 11-е место. В самом конце сезона на этапе в Санкт-Морице впервые поднялся на кубковый подиум, уступив всего 6 секунд австрийцу Клаусу Зульценбахеру.
На Олимпийских играх в Альбервиле Абэ неудачно выступил в личной гонке, замкнув тридцатку лучших и в результате этого не попал в состав эстафеты, которая выиграла золотые медали.
Сезон 1992/93 стал для Масаси Абэ самым удачным в карьере. Он занял итоговое четвёртое место в общем зачёте, а также трижды пробивался в тройку лучших (при этом на этапе в Шонахе японец уступил норвежцу Лундбергу всего секунду). На чемпионате мира Абэ вместе с Таканори Коно и Кэндзи Огиварой выиграл эстафету, а в индивидуальном турнире замкнул шестёрку лучших в трёх минутах позади Огивары.
В 1994 году Абэ стал олимпийским чемпионом в командном турнире. При этом почти пятиминутное преимущество японцев над остальными конкурентами заставило FIS в дальнейшем пересмотреть правила проведения эстафетных гонок. Даже в изменённом формате японцы выиграли золото чемпионата мира 1995 года, после чего Масаси Абэ завершил спортивную карьеру. Последним стартом его спортивной карьеры стала личная гонка в Саппоро, где он показал 16-е время.

## Выступления на Олимпийских играх
| Игры             | Личное первенство | Командное первенство |
| ---------------- | ----------------- | -------------------- |
| Калгари 1988     | 31                | 9                    |
| Альбервилль 1992 | 30                | —                    |
| Лиллехаммер 1994 | 10                | 1                    |

## Выступления на чемпионатах мира
| Чемпионат           | Личное первенство | Командное первенство |
| ------------------- | ----------------- | -------------------- |
| Оберстдорф 1987     | —                 | 9                    |
| Валь-ди-Фьемме 1991 | 11                | 3                    |
| Фалун 1993          | 6                 | 1                    |
| Тандер-Бэй 1995     | 8                 | 1                    |